# Idrimi

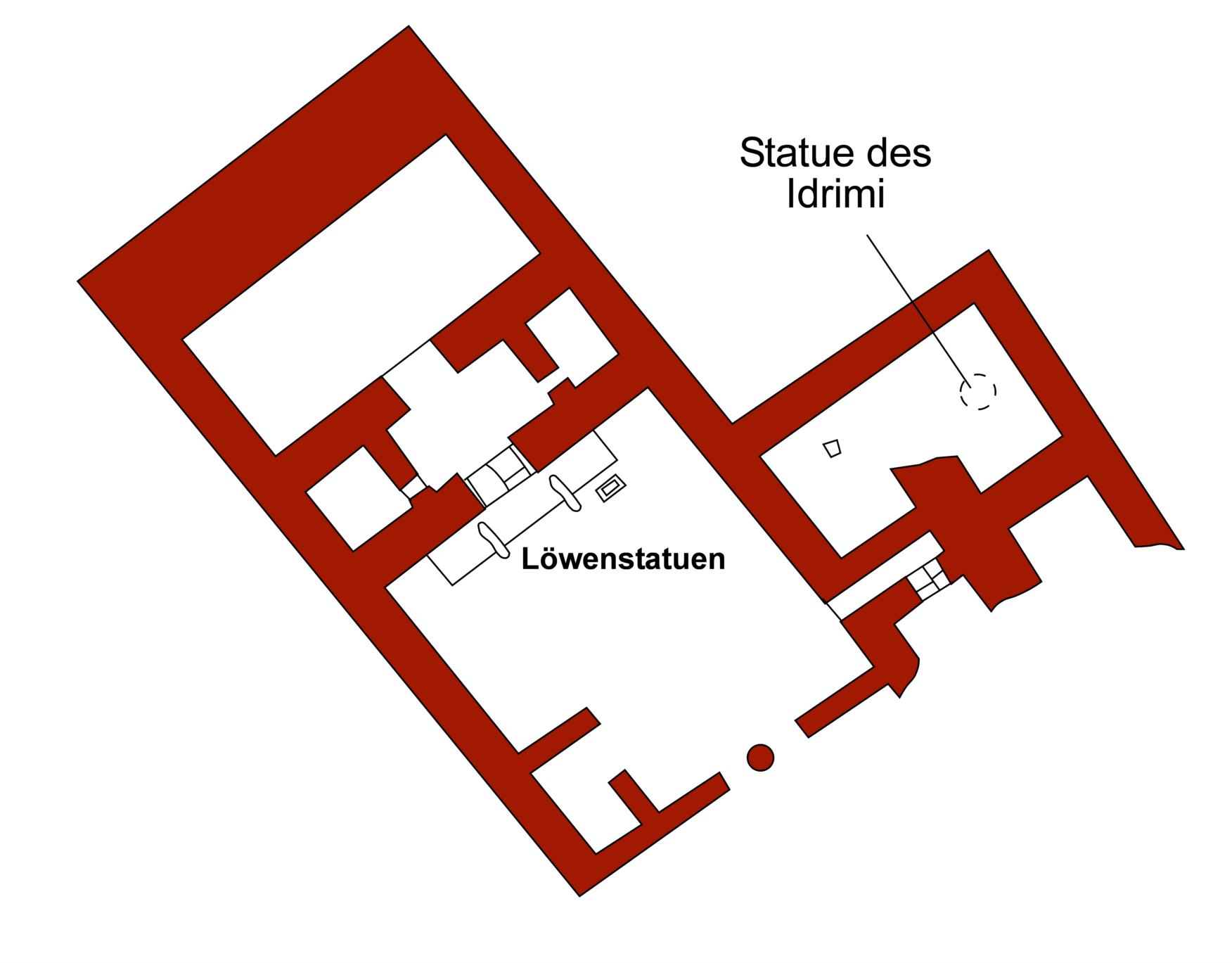
Plan du sanctuaire d'Alalakh dans lequel la statue d'Idrimi a été mise au jour.

Idrimi était le roi de l'ancien royaume syrien d'Alalakh (ou Mukish), dans les premières décennies du XVe siècle av. J.-C., vassal du puissant royaume du Mittani qui dominait alors la Syrie et la Haute Mésopotamie. Il est avant tout connu par une statue le représentant portant une longue inscription autobiographique, complétée par un traité de paix et quelques documents administratifs, tous exhumés dans les ruines de sa capitale Alalakh, l'actuel Tell Açana en Turquie.

## La statue d'Idrimi et son inscription
La statue représentant Idrimi a été mise au jour dans un petit sanctuaire voisinant le palais royal d'Alalakh, daté des derniers temps d'occupation du site bien après la mort d'Idrimi (ce qui ne veut pas dire que la statue soit de cette période). Mesurant un peu plus d'un mètre de haut, elle représente le roi Idrimi à la façon caractéristique des rois syriens de l'Âge du Bronze : un long manteau à bordure saillante, une tiare ovale retenue par un bandeau frontal, une barbe sans moustache, assis sur un trône la main sur le cœur. Le style est assez schématique, voire « cubique ». Cette statue reposait sur un socle en basalte, encadrée à l'origine par deux statues de lions (ou de sphinx) dont il ne reste plus que les pieds. 
Une inscription d'une centaine de lignes en cunéiforme akkadien y a été gravée, se présentant comme l'autobiographie du roi mais rédigée par un scribe nommé Sharruwa. Deux scribes de ce nom sont connus par les tablettes d'Alalakh, sans qu'il soit possible de déterminer lequel est concerné ici : un qui a vécu au temps du successeur d'Idrimi, Niqmepa ; un autre qui a vécu bien plus tard, avant la destruction du site. Cela a pu faire douter certains de l'authenticité des événements rapportés par le texte. S'ils sont évidemment romancés et réécrits dans le but de magnifier l'action d'Idrimi tout en ménageant son suzerain le roi du Mittani, il est généralement considéré que le contenu du texte est fiable. Il est particulièrement intéressant car il est l'un des rares documents à relater la prise de contrôle de la Syrie par le Mittani.

## Éléments de biographie

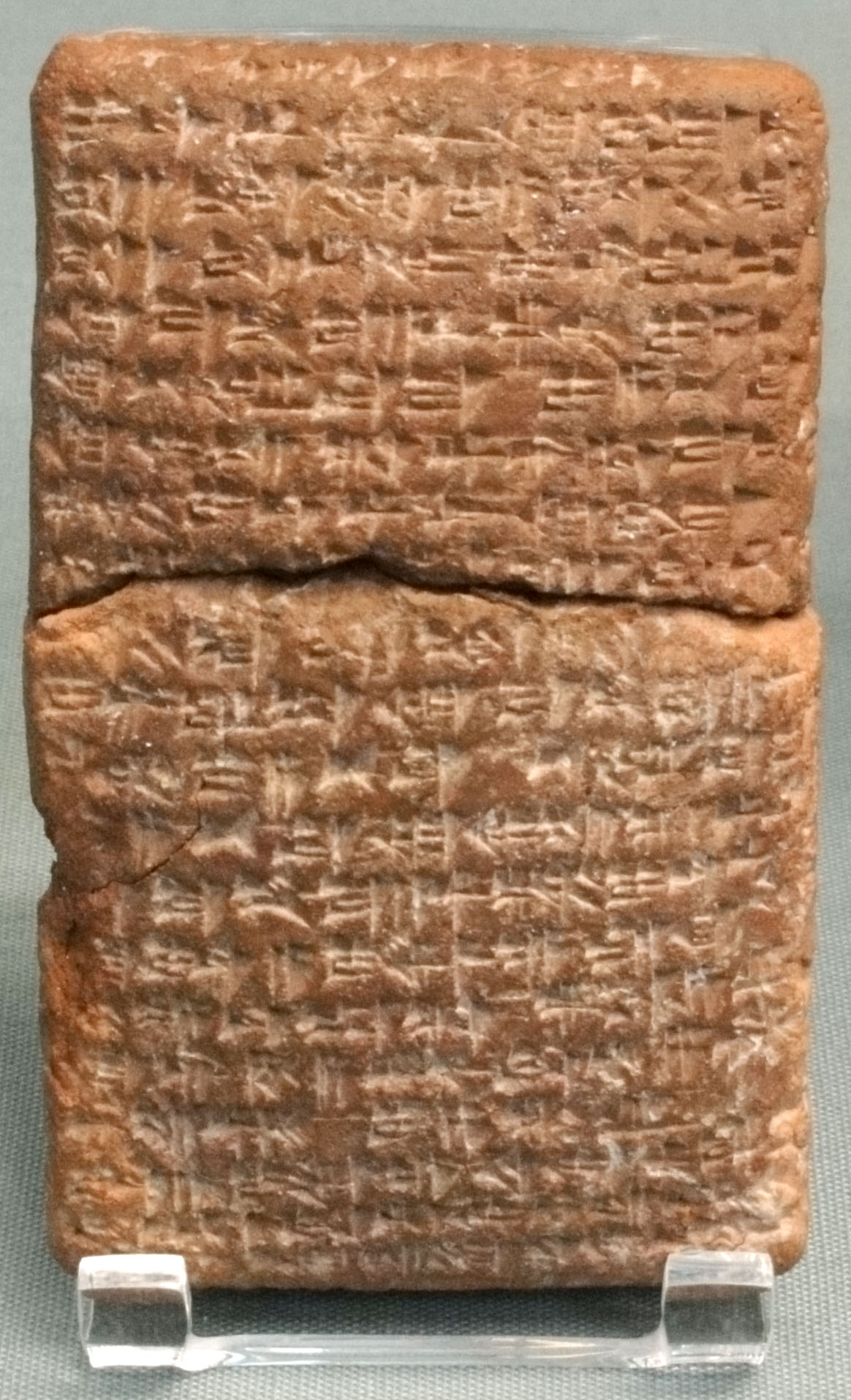
Tablette du traité entre Idrimi d'Alalakh et Pilliya du Kizzuwatna, British Museum.

Idrimi se présente comme le fils d'Ilim-ilim-ma, roi d'Alep (ou Yamkhad), le plus puissant royaume syrien avant sa défaite en 1600 av. J.-C. contre les Hittites, dont la puissance a par la suite périclité. Des troubles à Alep provoquent la chute de son père, et Idrimi doit se réfugier avec ses frères à la cour d'Emar, d'où vient leur mère. Pour ne pas rester serviteur dans ce pays mais reconquérir un trône, Idrimi part avec un seul domestique au pays des Sutéens, nomades de la steppe, puis à Canaan plus au sud, avant de devenir chef d'une bande de Habiru, personnes déclassées vivant dans l'errance et de rapines. Il monte une expédition par la mer qui le conduit au pays de Mukish, où il s'empare de la capitale, Alalakh, ancienne dépendance du royaume d'Alep. Il réussit à s'y installer, mais le puissant roi hourrite du Mittani, Barattarna, lui est alors hostile pour une raison qui n'est pas précisée. Après des tractations, il finit par le reconnaître en tant que son vassal. Idrimi mène ensuite des expéditions contre des cités hittites, adversaire du Mittani situé plus au nord, et construit un palais dans sa capitale. Une tablette d'Alalakh contient les stipulations du traité conclu entre Idrimi et Pilliya le roi du Kizzuwatna (au nord d'Alalakh) et lui aussi vassal du Mittani. Barattarna est d'ailleurs mentionné dans le texte. Les clauses de l'accord concernent surtout l'extradition de fugitifs d'un royaume vers l'autre.
Finalement, comment interpréter les documents sur le règne d'Idrimi ? Cette personne a manifestement eu une grande importance à Alalakh, en tant que fondateur dynastique, et sa statue située dans un sanctuaire témoigne peut-être d'une place importante dans le culte des ancêtres dynastiques, pratique courante dans les royaumes syriens de cette période. Il a assuré la continuité de la vieille dynastie d'Alep, déchue de sa cité d'origine dans des conditions obscures, sans doute avec l'aval de Barattarna. Il a été proposé de relier cet événement aux attaques menées par le pharaon Thoutmosis Ier dans la région : le père d'Idrimi l'aurait laissé passer alors qu'il ravageait les dépendances du Mittani, et une fois les troupes égyptiennes reparties cela lui aurait coûté la vengeance de Barattarna. Il est au moins évident que ce dernier soutient la nouvelle dynastie d'Alep, et qu'il n'est pas question pour Idrimi d'y retourner. Ce dernier a profité des réseaux dynastiques traditionnels pour survivre un premier temps, son père ayant épousé une princesse d'un royaume voisin suivant les pratiques courantes de la période. Il sait également mobiliser des réseaux marginaux mais actifs, les populations situées dans les angles morts des grands royaumes (steppes, montagnes) pour reprendre une principauté où il s'établit. Ce parcours n'est pas sans présenter des analogies avec celui du biblique David, lui aussi chef de troupes de marginaux qui prend pied dans la vieille cité de Jérusalem, ou encore celui d'Abdi-Ashirta le fondateur de la dynastie des rois d'Amurru, même si Idrimi est d'extraction plus haute que ces deux personnages. Cela reflète en tout cas l'existence en plusieurs points de Syrie et de Palestine de populations de Habiru exclus des sociétés établies, et mobilisables par des chefs de guerre audacieux.

« Je suis Idrimi, fils d’Ilum-ilî-ma, le serviteur du dieu de l’Orage, de Hébat ainsi que (maintenant) de l’Eštar de la ville d’Alalah, la reine, ma dame. Dans la ville d’Alep (se trouvait) ma famille. La calomnie s’étant produite, lors, nous voilà des fugitifs. (...) Ayant pris mon cheval, mon char et mon palefrenier, lors, au désert étant passé, lors, chez les bandes des nomades étant entré (...) me voilà passant mes nuits. Lors j'allais au pays de Canaʾan. Dans le pays de Canaʾan, (il y avait) la ville d’Ammiya. Se trouvaient résider dans la ville d’Ammiya (...). Ils ne manquèrent pas de s’apercevoir que j’étais un fils de seigneur à eux. ils vinrent vers moi se réunir et, à cet endroit-là, ayant grandi en force, moi, à la longue, lors, parmi des bandes de mercenaires, pour sept ans, me voilà résidant. (...) Le dieu de l’Orage s’étant mis de mon côté, (...) me voilà allant vers l’intérieur des terres. Mon pays ne manqua pas d’entendre parler de moi et bovins et ovins on apporta par devers moi. Lors, tout de suite, unanimement (...) la ville d’Alalah, (aujourd’hui) ma ville, s’étant mis de mon côté, (ceux qui sont aujourd’hui) mes contribules l’apprirent et, lors, vinrent à ma rencontre. »

— Extrait de l'inscription d'Idrimi.